# Selepa spurcata
Selepa spurcata är en fjärilsart som beskrevs av Walker 1864. Selepa spurcata ingår i släktet Selepa och familjen trågspinnare. Inga underarter finns listade i Catalogue of Life.